# Mistrzostwa Strefy Pacyfiku w Curlingu 1996
Mistrzostwa Strefy Pacyfiku w Curlingu 1996 – turniej, który odbył się w dniach 26-29 listopada 1996 w australijskim Sydney. Mistrzami Strefy Pacyfiku zostali Australijczycy, a mistrzyniami Japonki.
Był to szósty w historii turniej o mistrzostwo strefy Pacyfiku w curlingu. Australia gościła zawody po raz drugi (poprzednio w 1993).
W turnieju zadebiutowała Korea Południowa.

## System rozgrywek
Round Robin rozegrany został w systemie kołowym (każdy z każdym). Pomiędzy każdymi reprezentacjami rozegrano po dwa mecze. 2 i 3 drużyna po Round Robin zagrały w półfinale. Zwycięzca meczu zagrał w finale przeciwko 1 zespołowi po Round Robin.

## Kobiety

### Reprezentacje
| Państwo          | Czwarta        | Trzecia            | Druga        | Otwierająca     | Rezerwowa          |
| ---------------- | -------------- | ------------------ | ------------ | --------------- | ------------------ |
| Australia        | Lynn Hewitt    | Linda Carter-Watts | Ellen Weir   | Lyn Greenwood   | Christine Traquair |
| Japonia          | Mayumi Ohkutsu | Akiko Katō         | Yukari Kondō | Yoko Mimura     | Akemi Niwa         |
| Korea Południowa | Lee So-jung    | Lee Hyun-jung      | Lee Im Sum   | Lim Jung Min    | -                  |
| Nowa Zelandia    | Patsy Inder    | Helen Greer        | Wendy Becker | Kylie Petherick | Karen Rawcliffe    |

pogrubieniem oznaczono skipów.

### Round Robin
| # | Państwo          |
| - | ---------------- |
| 1 | Japonia          |
| 2 | Australia        |
| 3 | Nowa Zelandia    |
| 4 | Korea Południowa |

     Kwalifikacja do fazy play-off

### Play-off
Półfinał:  Australia -  Nowa Zelandia 10:7

Finał:  Japonia -  Australia brak danych, zwyciężyła Japonia

### Klasyfikacja końcowa
|  | Mistrzynie Strefy Pacyfiku     |
|  | Wicemistrzynie Strefy Pacyfiku |
|  | 3 miejsce                      |

| # | Państwo          | Skip           |
| - | ---------------- | -------------- |
| 1 | Japonia          | Mayumi Ohkutsu |
| 2 | Australia        | Lynn Hewitt    |
| 3 | Nowa Zelandia    | Patsy Inder    |
| 4 | Korea Południowa | Lee So-jung    |

## Mężczyźni

### Reprezentacje
| Państwo          | Czwarty       | Trzeci         | Drugi         | Otwierający     | Rezerwowy     |
| ---------------- | ------------- | -------------- | ------------- | --------------- | ------------- |
| Australia        | Hugh Millikin | Gerald Chick   | Stephen Johns | Steve Hewitt    | -             |
| Japonia          | Hiroshi Sato  | Makoto Tsuruga | Kazuhito Hori | Shinya Abe      | Hirofumi Kudo |
| Korea Południowa | Park Kwon-il  | Song He Dong   | Lee Jac In    | Kim Chang-gyu   |               |
| Nowa Zelandia    | Peter Becker  | Sean Becker    | Jim Allan     | Ross A. Stevens | Lorne Depape  |

pogrubieniem oznaczono skipów.

### Round Robin
| # | Państwo          | W | P |
| - | ---------------- | - | - |
| 1 | Australia        | 5 | 1 |
| 2 | Japonia          | 5 | 1 |
| 3 | Nowa Zelandia    | 2 | 4 |
| 4 | Korea Południowa | 0 | 6 |

     Kwalifikacja do fazy play-off

### Play-off
Półfinał:  Japonia -  Nowa Zelandia 8:4

Finał:  Australia -  Japonia 7:4

### Klasyfikacja końcowa
|  | Mistrzowie Strefy Pacyfiku     |
|  | Wicemistrzowie Strefy Pacyfiku |
|  | 3 miejsce                      |

| # | Państwo          | Skip           |
| - | ---------------- | -------------- |
| 1 | Australia        | Hugh Millikin  |
| 2 | Japonia          | Makoto Tsuruga |
| 3 | Nowa Zelandia    | Peter Becker   |
| 4 | Korea Południowa | Park Kwon-il   |